# Бригадирівка (Самарська паланка)
Бригадирівка, Бригадирка,  також Данилівка — історичне поселення (слобода, з 1760 - х років - село і згодом хутір) на території Самарської паланки Війська Запорозького, а після 1775 року Самарського повіту Азовської губернії  та Новомосковського повіту Катеринославської губернії. Існувало на території сучасної Петриківської селищної громади Дніпровського району Дніпропетровської області. 

## Заснування
В 1730-ті роки земля між річками Сомівка, Сокілка і Чередничка належала мешканці Переволочної Варварі Федорисі, яка стверджувала що дані угіддя дістались їй у спадок від дядька. На цих землях вже існували  розорані поля. У 1741 році землю придбав комендант Переволочнянської фортеці бригадир Данило Апачинін. На цих землях він збудував дві слободи Сомівку (існувала поблизу сучасної Миколаївки) та Данилівку або  Бригадирівку. Слобода Данилівка або Бригадирівка була заснована при річці Чередничці біля Романківського редуту Української лінії.
Населенням слободи стали 15 козаків з родинами, що були вихідцями з Гетьманщини. 
Восени 1742 року Запорізький Кіш  став наполягати на виселенні осаджених Апачиніним слобід, але старшина з Гетьманщини, що входила до складу комісії, визнала  землі довкола Романківського редуту належними до Орлицької сотні Полтавського полку. За клопотанням Апачиніна перед Сенатом слободи залишили.
У 1751 році слобода Бригадирівка була відведена до підданства Війська Запорозького і спочатку приписана до  Кодацької, а згодом до Самарської паланки.
За часів кошового отамана Петра Калнишевського в Бригадирівці було збудовано Свято - Покровську церкву, одну з перших у краї. Проте через постійні підтоплення  її було перенесено в Личкове.
Після ліквідації Запорозької Січі поселення належало до Лизаветівської - першої волості Самарського повіту Азовської губернії, згодом Новомосковського повіту Катеринославської губернії.

## Занепад
Зведена у низовині, Бригадирівка сильно потерпала від повеней, особливо навесні та восени під час сильних злив. Довкола села знаходились піщані кучугури, які під час суховіїв засипали довколишні поля і ускладнювали ведення  сільського господарства. Тому, починаючи з 1770-х років,  населення поступово  покидало село, переселяючись до нового поселення Єлизаветівка. На мапах Катеринославщини  ХІХ століття поселення вже показане як невеликий хутір Бригадирка.  На початку ХХ століття Бригадирівка припинила існування.